# Nathan Jacobson

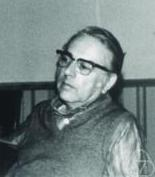
Nathan Jacobson, 1974

Nathan Jacobson (* 5. Oktober 1910 in Warschau; † 5. Dezember 1999 in Hamden, Connecticut) war ein US-amerikanischer Mathematiker, der sich mit Algebra beschäftigte.

## Biographie
Jacobson war polnisch-jüdischer Herkunft und wanderte mit seinen Eltern 1918 aus Polen in die USA ein. Er wohnte zuerst in Nashville, wo sein Vater einen kleinen Laden hatte, und dann in Birmingham (Alabama), wo er zur Schule ging. Ab 1926 studierte er an der University of Alabama (zuerst mit der Absicht, Jurist zu werden, nach Besuch von Mathematikkursen wurde ihm allerdings gleich eine Assistentenstelle angeboten), machte dort 1930 seinen Bachelor-Abschluss und wurde 1934 bei Joseph Wedderburn an der Princeton University promoviert (Non commutative polynomials and cyclic algebras). 1934/35 arbeitete er am Institute for Advanced Studies in Princeton. 1935 besuchte er noch einmal Europa, wo er viele seiner Verwandten zum letzten Mal sah. 1935/36 lehrte er am Bryn Mawr College als Nachfolger von Emmy Noether, deren Vorlesung über Klassenkörpertheorie er in Princeton im Frühjahr 1935 gehört hatte. 1936/37 studierte er mit einem Stipendium des National Research Council an der Universität Chicago bei Abraham Adrian Albert und Leonard Dickson. 1937 bis 1943 arbeitete er an der University of North Carolina in Chapel Hill, wo er 1941 Associate Professor wurde. 1943 bis 1947 war er an der Johns Hopkins University und ab 1947 an der Yale University, die damals gerade ihre restriktive Politik bezüglich der Anstellung von Juden gelockert hatte und wo er bis zu seiner Emeritierung 1981 blieb. Ab 1949 war er dort Professor, ab 1963 „Henry Ford II Professor“. 1951/52 und 1957/58 war er Gastprofessor in Paris, beim ersten Mal als Guggenheim-Fellow. 1956 war er an der University of California, Berkeley und 1964/65 in Chicago und Japan.
Jacobson war vor allem für seine Arbeit in der Theorie der Ringe (Jacobson-Radikal, Dichtheitssatz von Jacobson) sowie über Lie-Algebren und nicht-assoziative Algebren wie Jordan-Algebren bekannt. Außerdem verfasste er zahlreiche Algebra-Lehrbücher.
Jacobson war Mitglied der National Academy of Sciences und der American Academy of Arts and Sciences (1960). 1971 bis 1973 war er Präsident der American Mathematical Society (AMS). 1972 wurde er Ehrenmitglied der London Mathematical Society. 1998 erhielt er deren Leroy P. Steele Prize für sein Lebenswerk. 1972 bis 1974 war er Vizepräsident der International Mathematical Union. Dabei lieferte er sich mit dem anderen Vizepräsidenten Lew Pontrjagin einen heftigen Streit darüber, jüdischen Mathematikern aus der Sowjetunion den Besuch von Kongressen zu gestatten. Pontrjagin bezeichnete ihn als „aggressiven Zionisten“, worauf Jacobson in den Notices of the AMS 1980 antwortete. Ab 1972 war er Ehrenmitglied der London Mathematical Society.
Er war seit 1942 mit der Mathematikerin Florence Dorfman verheiratet, die bei Albert studiert hatte, ihre Promotion bei Albert nach der Heirat aufgab, aber zusammen mit ihrem Mann noch eine Arbeit veröffentlichte.
Zu seinen 34 Doktoranden zählen Charles W. Curtis, George Seligman, Eugene Schenkman, Craig Huneke, Georgia Benkart, Kevin McCrimmon, David Saltman, John Robert Faulkner, Daya-Nand Verma, Christine Williams Ayoub und Maria Wonenburger.

## Schriften
- Collected Mathematical Papers, 3 Bde., 1989
- Basic Algebra. Freeman, San Francisco 1974
- Lectures in Abstract Algebra. 3 Bde., Van Nostrand 1951, 1953, 1964, Reprint bei Springer 1975 (Band 1 Basic concepts, Band 2 Linear Algebra, Band 3 Theory of fields and Galois theory)
- Structure of Rings. AMS 1956
- The theory of Rings. 1943
- Lie Algebras. Interscience 1962
- Exceptional Lie Algebras. Dekker 1971
- Structure and Representation of Jordan Algebras. AMS 1968
- PI-Algebras. An Introduction. Springer 1975